# Monty Patterson
Monty Mark Patterson (Auckland, 9 dicembre 1996) è un calciatore neozelandese, attaccante dell'Atlético Ottawa.

## Carriera

### Club
Ha giocato nei campionati inglese, australiano, statunitense, norvegese, neozelandese e canadese.

### Nazionale
Ha vinto la Coppa delle nazioni oceaniane nel 2016 con la propria nazionale.

## Palmarès
- Coppa d'Oceania: 1

Papua Nuova Guinea 2016